# Чансинский ярус
| система                                                                          | система | отдел        | ярус        | Ниж. граница, млн лет |
| -------------------------------------------------------------------------------- | ------- | ------------ | ----------- | --------------------- |
| Триас                                                                            | Триас   | Нижний       | Индский     | 251,902 ±0,024        |
| Пермь                                                                            | Пермь   | Лопинский    | Чансинский  | 254,14 ±0,07          |
| Пермь                                                                            | Пермь   | Лопинский    | Вучапинский | 259,51 ±0,21          |
| Пермь                                                                            | Пермь   | Гваделупский | Кептенский  | 264,28 ±0,16          |
| Пермь                                                                            | Пермь   | Гваделупский | Вордский    | 266,9 ±0,4            |
| Пермь                                                                            | Пермь   | Гваделупский | Роудский    | 274,4 ±0,4            |
| Пермь                                                                            | Пермь   | Приуральский | Кунгурский  | 283,3 ±0,4            |
| Пермь                                                                            | Пермь   | Приуральский | Артинский   | 290,1 ±0,26           |
| Пермь                                                                            | Пермь   | Приуральский | Сакмарский  | 293,52 ±0,17          |
| Пермь                                                                            | Пермь   | Приуральский | Ассельский  | 298,9 ±0,15           |
| Карбон                                                                           | Пен.    | Верхний      | Гжельский   | больше                |
| Деление и золотые гвозди в соответствии с IUGS по состоянию на декабрь 2024 года |         |              |             |                       |

Чансинский ярус (по городу Чансин, провинции Чжэцзян, Китай) — последний ярус лопинского отдела и всего пермского периода. Охватывает породы, образовавшиеся в чансинский век, около 254,14 — 251,902 млн лет назад. В конце века начинается великое массовое пермское вымирание — крупнейшее в истории Земли.
Чансинскому ярусу предшествует вучапинский ярус, а за ним следует индский и начинается триасовый период следующей, мезозойской эры.

## Стратиграфия
Чансинский ярус получил своё название по Чансину (кит. упр. 长兴, пиньинь Chángxīng) на севере провинции Китайской провинции Чжэцзян. Название периода было впервые предложено в 1970 году и закреплено в международной геологической шкале 1981 году.
Начало чансинского яруса отмечается первым появлением конодонтных элементов вида Clarkina wangi. Эталонным профилем является профиль D в Мэйшане в окрестностях Чансина. Верхний уровень чансинского яруса — нижний индского яруса триасового периода отмечен первым появлением конодонтных элементов вида Hindeodus parvus. Во второй половине XX века маркером границы нижнего триаса считалось появление в бореальной области аммонитов рода Otoceras, существовавшего не более 100 тысяч лет, однако более детальное исследование биостратиграфии нижнего инда выявило диахронность появления этих моллюсков в разных районах Земли.
Чансинский ярус содержит только одну биозону аммонитов — рода Iranites.

## Палеонтология
Чансинский век закончился массовым вымиранием на границе пермского и триасового периодов, когда погибло как глобальное биоразнообразие, так и альфа-разнообразие (разнообразие на уровне сообщества). Мир после вымирания был почти безжизненным, пустынным, жарким и сухим. Аммониты, рыбы, насекомые и четвероногие (цинодонты, амфибии, рептилии, терапсиды, и др.) оставались редкими, а наземные экосистемы не восстанавливались в течение 30 миллионов лет.